# کریستا دگوچی
کریستا دگوچی (انگلیسی: Christa Deguchi؛ زادهٔ ۲۹ اکتبر ۱۹۹۵) جودوکار زن ژاپنی‌تبار اهل کانادا است.